# Dubravka Šuica
Dubravka Šuica (Dubrovnik, 20 de mayo de 1957) es una política croata que desde 2019 ocupa el cargo de vicepresidenta de la Comisión Europea para asuntos de Democracia y Demografía, bajo la dirección de Ursula von der Leyen. Con anterioridad fue eurodiputada (2013-2019), diputada del Parlamento de Croacia (2000-2011) y alcaldesa de Dubrovnik (2001-2009).

## Biografía
Se licenció en la Facultad de Humanidades y Ciencias Sociales de la Universidad de Zagreb en 1981, en la especialidad de inglés y literatura y lengua alemana.
Antes de su carrera política, Dubravka Šuica trabajó durante 20 años como profesora de instituto, profesora universitaria y directora de escuela en Dubrovnik. Comenzó a participar en la política en 1990, uniéndose a la Unión Democrática Croata (HDZ) antes de las primeras elecciones democráticas en Croacia. Desde 1998, fue jefa de la sección de Dubrovnik de la HDZ hasta 2014.
En 2001, Šuica fue elegida primera mujer alcaldesa de Dubrovnik. Fue reelegida en 2005 y fue alcaldesa hasta 2009.
Fue elegida diputada del Parlamento croata en tres ocasiones, en las elecciones parlamentarias de 2000, 2003 y 2007. Ocupó varios cargos en las comisiones del Parlamento croata. Fue presidenta de la Comisión de Familia, Juventud y Deportes (2000-2003) y vicepresidenta de la Comisión de Asuntos Europeos durante el periodo de adhesión de Croacia (2007-2011).
En 2004, Šuica fue elegida una de las vicepresidentas del Congreso de Autoridades Locales y Regionales del Consejo de Europa. Fue reelegida para ese cargo en 2006, 2008, 2010 y 2012.
En mayo de 2012, fue elegida vicepresidenta del HDZ a nivel nacional. También fue presidenta de la Comisión de Asuntos Exteriores y Europeos del HDZ. Más adelante, en el mes de octubre, fue elegida vicepresidenta de las mujeres del Partido Popular Europeo.
En las elecciones europeas realizadas en Croacia en 2013, Dubravka Šuica fue elegida eurodiputada al Parlamento Europeo. Tomó posesión de su cargo el 1 de julio de 2013, tras la adhesión de Croacia a la Unión Europea. Fue reelegida eurodiputada tras las elecciones europeas de 2014, quedando en segundo lugar en la lista del HDZ. Fue una de las vicepresidentas de la Delegación del Parlamento Europeo para las Relaciones con Bosnia y Herzegovina, y Kosovo (DSEE), además de participar en varias comisiones como ENVI, AFET, donde fue vicepresidenta de 2016 a 2019, TRAN, FEMM y la Delegación para las Relaciones con los Estados Unidos (D-US).
Dubravka Šuica fue reelegida eurodiputada en las elecciones europeas de 2019, por tercera vez consecutiva. En junio de ese año, fue elegida vicepresidenta primera del Partido Popular Europeo (PPE) en el Parlamento Europeo. Desde 2013 hasta 2019, también fue jefa de la delegación croata del PPE en el Parlamento.
En agosto de 2019, Dubravka Šuica fue nombrada candidata a comisaria europea por Croacia, y el 10 de julio de 2019 la presidenta electa Ursula von der Leyen le asignó el papel de vicepresidenta designada para Democracia y Demografía. Desde el 1 de diciembre de 2019, es vicepresidenta de la Comisión Europea para la Democracia y la Demografía.
El 1 de junio de 2022, Dubravka Šuica fue elegida vicepresidenta del Partido Popular Europeo.